# 邱隘站 (地铁)
邱隘站（汉语拼音：Qiūgà Zhàn）是浙江省宁波市建设中的一座地下城市轨道交通车站，属于宁波轨道交通7号线。车站计划于2026年底启用。

## 车站形制
邱隘站位于鄞州区邱隘镇盛莫路、百丈东路口，沿盛莫路南北向布置。车站为地下二层岛式车站，长197米，宽18.3米，总建筑面积为12100平方米。

## 出口
邱隘站规划设置2个出口。